# Homa, Kenya
Homa är ett berg i Kenya.   Det ligger i länet Homa Bay, i den västra delen av landet, 280 km väster om huvudstaden Nairobi. Toppen på Homa är 1 739 meter över havet, eller 598 meter över den omgivande terrängen. Bredden vid basen är 9,4 km.
Terrängen runt Homa är huvudsakligen platt, men den allra närmaste omgivningen är kuperad. Homa är den högsta punkten i trakten. Runt Homa är det tätbefolkat, med 369 invånare per kvadratkilometer. Närmaste större samhälle är Homa Bay, 16,3 km söder om Homa. Trakten runt Homa består i huvudsak av gräsmarker.